# Vico Canavese
Pour les articles homonymes, voir Canavese.
Vico Canavese (en français Vy-en-Canavais) est une commune italienne de la ville métropolitaine de Turin dans la région Piémont en Italie.

## Histoire
19 avril 1796, bataille de Vico entre les troupes françaises du général Bonaparte et les troupes Sardes du général Colli durant la campagne d'Italie.

## Administration
| Période                                  | Période  | Identité                   | Étiquette | Qualité |
| ---------------------------------------- | -------- | -------------------------- | --------- | ------- |
| 14 juin 2004                             | En cours | Giacinto Paolo Cappelletto | civica    |         |
| Les données manquantes sont à compléter. |          |                            |           |         |

### Hameaux
Novareglia, Drusacco, Inverso

### Communes limitrophes
Champorcher, Pontboset, Valprato Soana, Quincinetto, Traversella, Brosso, Trausella, Meugliano, Lessolo, Alice Superiore, Rueglio